# Commensalité
La commensalité est :

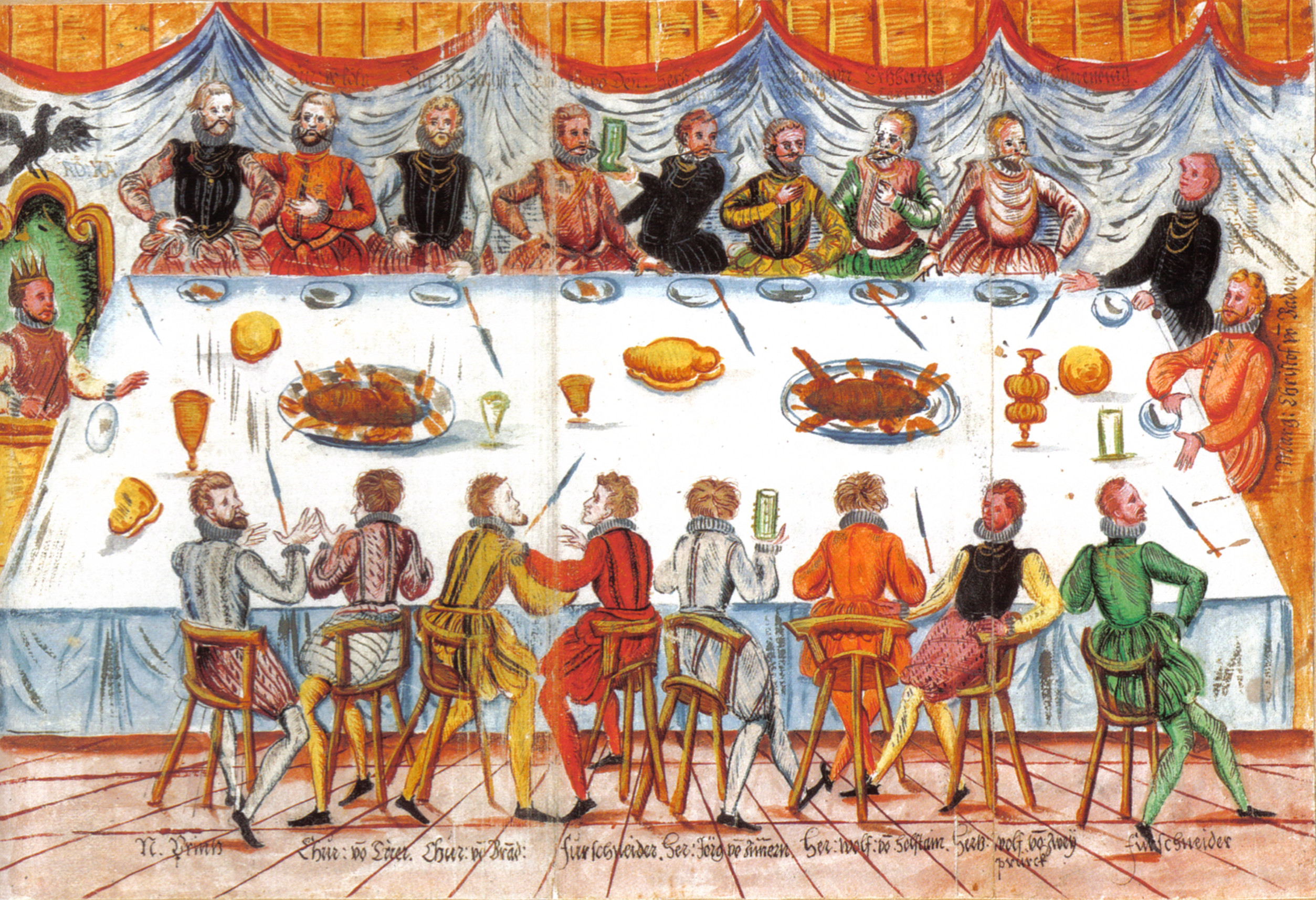
Ferdinand Ier et ses commensaux, Frankfurter Römer, 1558.

- la qualité de commensal (personne avec qui on mange habituellement) ;
- le fait humain de partager le repas avec un ou plusieurs commensaux habituels ;
- le droit d'être commensal à la table d'un souverain ; l'Académie française jouissait de ce droit ;
- en droit canon, l'une des quatre conditions imposées pour l'ordination d'un clerc. Celui-ci devait vivre dans l'intimité de l'évêque qui allait l'ordonner, et partager ses repas pour que le prélat puisse bien connaître ses mœurs[1].

Attestée dès 1549, elle dérive du terme commensal, lui-même issu du latin médiéval commensalis (compagnon de table) composé de cum (avec) et mensa (table, nourriture).
Elle ne doit pas être confondue avec le commensalisme, concept né dans la seconde moitié du XIXe siècle et réservé au règne animal.

## Le commensal
Le commensal (la commensale au féminin) est la personne avec laquelle on partage ordinairement le repas, qu'elle appartienne au cercle de la famille ou à celui des hôtes habituels.
Le terme s'est appliqué également aux animaux domestiques qui partagent la vie de leur maître.
Par extension, commensal est synonyme d'hôte.
À la cour de France, on appelait commensaux les officiers du roi qui mangeaient à la cour et le servaient ; par la suite, ceux qui avaient charge de commensaux furent répartis en trois classes : 
- grands officiers : grand maître de la maison du roi, grand échanson, grand veneur, etc. ;
- maîtres d'hôtels, gentilshommes servant à table, officiers de la vénerie, de la fauconnerie et de la louveterie, écuyers, valets de chambre, etc. ;
- bas officiers et domestiques roturiers.

## En argot
Le vol au commensal est un achat à crédit de marchandises qui ne seront jamais payées, auprès de fournisseurs sans défiance car l'acheteur leur a été présenté comme un de ses commensaux par un client habituel tout à fait respectable. Ce client a été volontairement abusé par le voleur dans le seul but du vol ; pour le circonvenir, le voleur lui a loué un logement, a fait étalage de ses richesses et de ses projets, a réussi à nouer une amitié et à devenir commensal dans la famille.